# جزیره اسرارآمیز (فیلم ۲۰۰۵)
جزیرهٔ اسرارآمیز (انگلیسی: Mysterious Island) (با نام دیگر جزیرهٔ اسرارآمیز ژول ورن) فیلمی تلویزیونی و محصول سال ۲۰۰۵ میلادی است. این فیلم بر اساس رُمانی از ژول ورن ساخته شده و در کشور تایلند فیلمبرداری شده‌است.